# Piper Aircraft
Pour les articles homonymes, voir Piper.
Piper Aircraft est un constructeur d'avions légers américain implanté à Vero Beach (Floride). Depuis sa création en 1927 à 1999, la société a produit plus de 144 000 avions dont 90 000 volent encore.

## Histoire
La société Taylor Brothers Aircraft Manufacturing Company a été fondée en septembre 1927 à Rochester (New York) par Clarence Gilbert Taylor et Gordon A. Taylor.
William T. Piper rachète la société en 1937 et la renomme Piper Aircraft Corporation.
Piper fait l'acquisition de Stinson Aircraft Company en 1948. Les derniers Stinson 108 sont vendus sous le nom de Piper-Stinson. Le bimoteur Twin Stinson est produit sous le nom de Piper PA-23 Apache. Il est le premier bimoteur et le premier modèle de Piper portant le nom d'un peuple Nord-Amérindien.
Piper acquiert Ted Smith Aircraft Company de Ted R. Smith (en) en 1978 et poursuit la production de l'Aerostar sous le nom de Piper PA-60 Aerostar.
Mise en liquidation en 1991, la société redémarra en 1995 sous l'appellation de The New Piper Aircraft Incorporated, le New disparaissant en août 2006.
Piper Aircraft est vendu en mai 2009 à Imprimis, un groupe d'investisseurs basé à Singapour. La société est ensuite revendue en octobre 2011 au gouvernement du Brunei.

## Avions

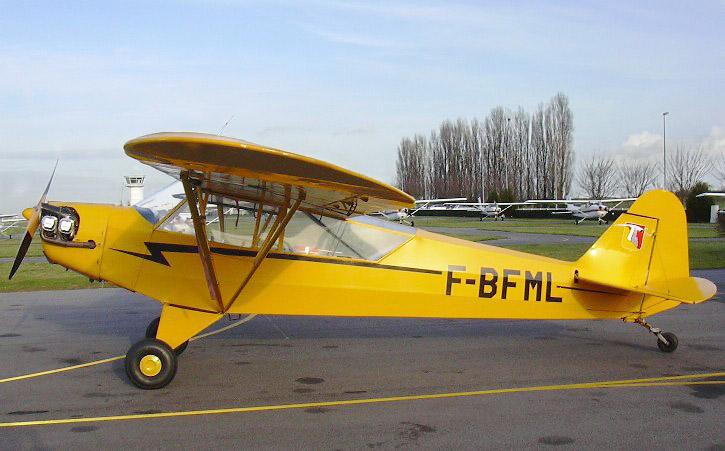
Piper J-3 Cub.

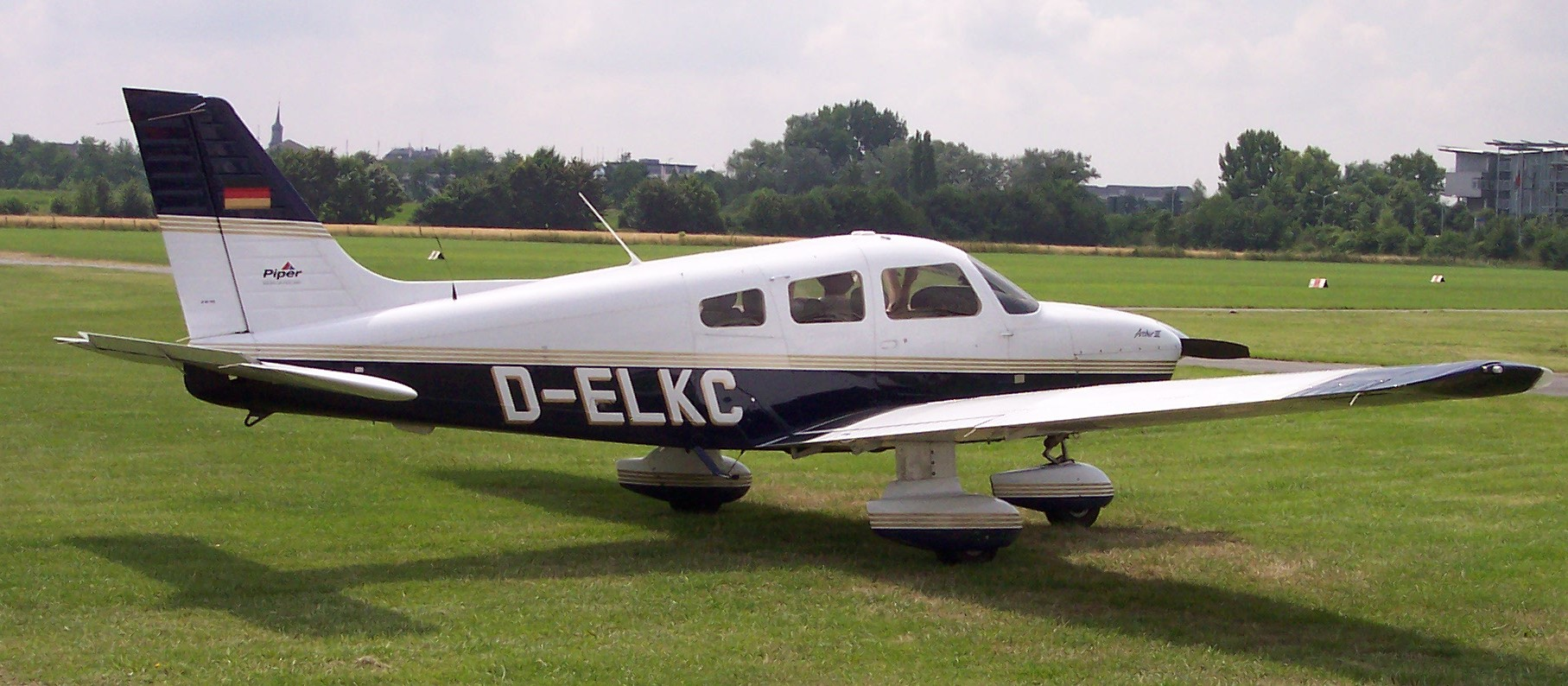
Piper PA-28.

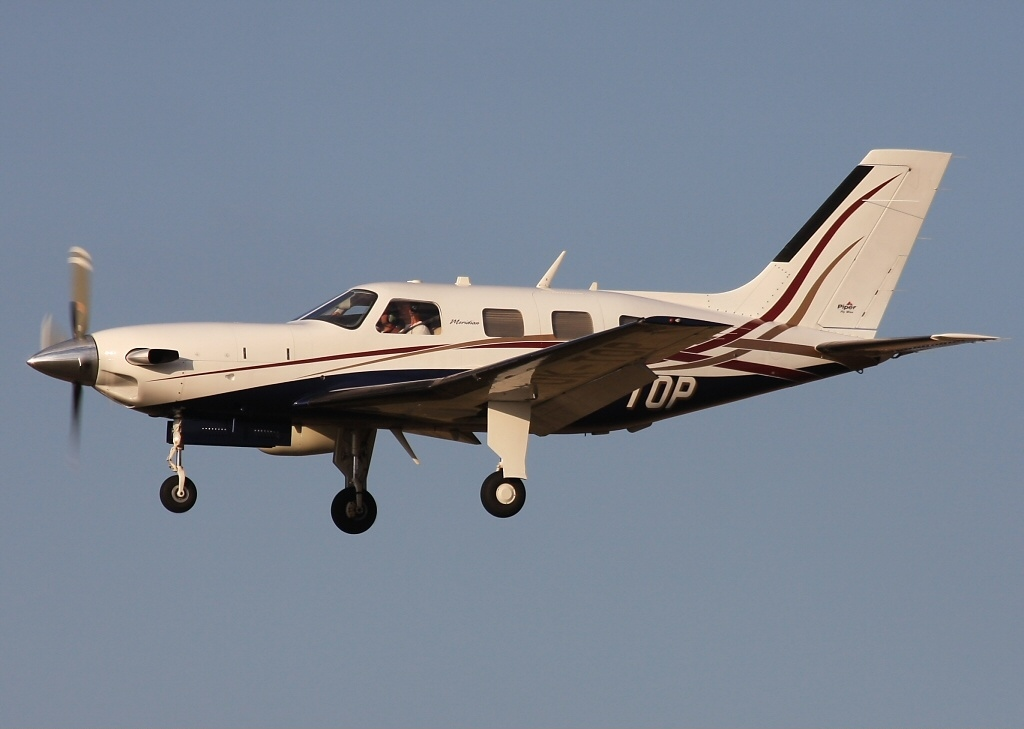
Piper PA-46 Meridian.

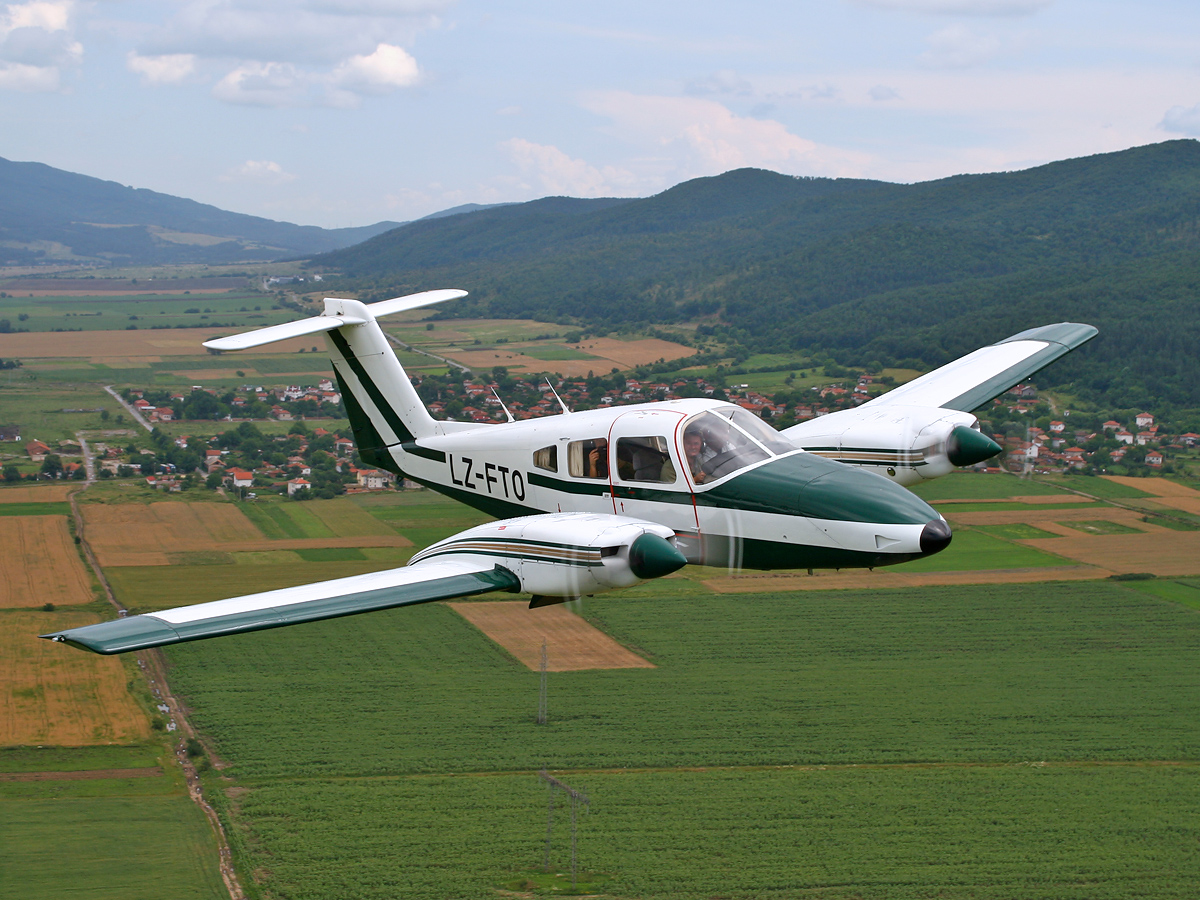
Piper PA-44 Seminole.

Les Piper Cub et Piper PA-28 sont les deux modèles qui ont connu le plus gros succès commercial.
Liste des avions produits par Piper (les avions commercialisés en 2024 sont en gras):
- Monomoteurs
  - Piper J-3 Cub
  - Piper J-5 Cub Cruiser
  - Piper PA-12 Super Cruiser
  - Piper PA-14 Family Cruiser
  - Piper PA-15 Vagabond
  - Piper PA-16 Clipper
  - Piper PA-18 Super Cub
  - Piper PA-20 Pacer
  - Piper PA-21 (Baumann Brigadier)
  - Piper PA-24 Comanche
  - Piper PA-25 Pawnee
  - Piper PA-28 Cherokee, Warrior, Archer, Dakota, Arrow
  - Piper PA-32 Cherokee Six, Lance, Saratoga
  - Piper PA-36 Pawnee Brave (en)
  - Piper PA-38 Tomahawk
  - Piper PA-46 Malibu, Mirage, Meridian, Matrix, M350, M500, M600, M700
  - Piper PA-47 PiperJet
  - PiperSport (CSA SportCruiser)

- Bimoteurs
  - Piper PA-23 Apache, Aztec
  - Piper PA-30 Twin Comanche (en)
  - Piper PA-31 Chieftain, Mojave, Navajo, Cheyenne
  - Piper PA-31T Cheyenne
  - Piper PA-34 Seneca
  - Piper PA-42 Cheyenne
  - Piper PA-44 Seminole
  - Piper PA-60 Aerostar